# 李蔎娥
李蔎娥（韓語：이설아，2011年2月28日—），另譯李雪兒，韓國兒童女演員。

## 演出作品

### 電視劇
| 年份   | 電視臺     | 劇名                     | 角色           | 備註  |
| 2021年 | MBC        | 《衣袖紅鑲邊》           | 成德任（童年） | [ 1 ] |
| 2021年 | KBS2       | 《花開時想月》           | 姜露曙（童年） |       |
| 2022年 | Disney+    | 《第六感之吻》           | 洪藝述（童年） |       |
| 2022年 | tvN        | 《Link：盡情吃，用力愛》 | 盧多賢（童年） |       |
| 2023年 | tvN        | 《盜賊：七個朝鮮通寶》   | 安延智         | [ 2 ] |
| 2023年 | JTBC       | 《戀愛不可抗力》         | 李洪朝（童年） |       |
| 2023年 | MBC        | 《烈女朴氏契約結婚傳》   | 朴聯遇（童年） |       |
| 2023年 | JTBC       | 《歡迎回到三達里》       | 趙三達（童年） |       |
| 2024年 | KBS2       | 《美女與純情男》         | 朴度蘿（童年） | [ 3 ] |
| 2025年 | U+Mobiletv | 《善意的競爭》           | 劉潔娜（中學） |       |

## 獎項榮譽
| 年份   | 頒獎典禮    | 獎項             | 作品             | 結果 |
| 2024年 | KBS演技大獎 | 女子青少年演技獎 | 《美女與純情男》 | 獲獎 |

## 外部連結
- 李蔎娥的Instagram帳戶
- 李蔎娥在互联网电影资料库（IMDb）上的資料（英文）
- 李蔎娥在HanCinema的頁面（英文）